# Eurovisiesongfestival 1961
Het Eurovisiesongfestival 1961 was het zesde Eurovisiesongfestival en vond plaats op 18 maart 1961 in Cannes, Frankrijk. Het programma werd gepresenteerd door Jacqueline Joubert. Van de 16 landen won Luxemburg met het nummer Nous les amoureux, uitgevoerd door Jean-Claude Pascal. Dit lied kreeg 31 punten, 19,4% van het totale aantal punten.
Met 24 punten werd Verenigd Koninkrijk tweede, gevolgd door Zwitserland op de derde plaats met 16 punten.
Er was discussie of men het wel kon maken dat België, Joegoslavië en Spanje optraden. Dit in verband met de politieke situatie van die landen op dat moment.

## Deelnemers

### Terugkerende artiesten
| Land      | Artiest         | Plaats | Eerdere deelname | Plaats toen |
| --------- | --------------- | ------ | ---------------- | ----------- |
| België    | Bob Benny       | 15     | België 1959      | 6           |
| Noorwegen | Nora Brockstedt | 7      | Noorwegen 1960   | 4           |

### Nationale keuzes
Siw Malmkvist won net zoals in 1959 Melodifestivalen maar mocht weer niet naar het songfestival, deze keer omdat ze niet kon stoppen met lachen als ze haar liedje April April zong, ze moest er namelijk bij fluiten. Lill-Babs, die in 1960 ook al probeerde deel te nemen, nam haar plaats in. Christa Williams, die twee jaar daarvoor Zwitserland nog vertegenwoordigde, probeerde het nu, tevergeefs, in Duitsland. Anita Traversi probeerde het ook nog eens voor Zwitserland. In Denemarken namen zelfs alle vorige deelnemers deel aan de Dansk Melodi Grand Prix maar zowel Birthe Wilke, Gustav Winckler, Raquel Rastenni als Katy Bødtger zagen de overwinning aan hun neus voorbijgaan. In het Verenigd Koninkrijk waagde Bryan Johnson opnieuw zijn kans, hij werd slechts vijfde.

## Deelnemende landen
- België
- Denemarken
- Finland
- Frankrijk
- Italië
- Joegoslavië
- Luxemburg
- Monaco
- Nederland
- Noorwegen
- Oostenrijk
- Spanje
- Verenigd Koninkrijk
- Duitsland
- Zweden
- Zwitserland

In totaal namen zestien landen deel aan het Eurovisiesongfestival van 1961, een record. Finland, Joegoslavië en Spanje debuteerden, maar konden geen potten breken tijdens hun eerste deelname. Joegoslavië werd achtste, Spanje negende en Finland tiende.

## Interludium
Het interludium bestond uit ballet door Tessa Beaumont en Max Bozzoni.

## Puntentelling

### Stemstructuur
Net als vorig jaar had elk land tien juryleden, die elk 1 punt aan een liedje gaven. Stemmen op het eigen land is niet toegestaan.

### Score bijhouden
De score werd bijgehouden op een scorebord dat in de zaal hing. De deelnemende landen stonden in het Frans op het bord. Achter elk land stond het nummer van het optreden. Voor elk land stond het totaal aantal punten en daarvoor stond de titel van het liedje met daarvoor weer het nummer van het optreden.
De gegeven punten werden gelijk bij het totaal van het land opgeteld.
Tijdens de puntentelling stond de presentatrice op het podium, schuin voor het scorebord.
Een pijl voor de landnaam gaf aan welk land het hoogste aantal punten had. De pijl werd handmatig verplaatst.

### Stemmen
De jury's werden opgebeld in omgekeerde volgorde van optreden. Het geven van de punten ging op volgorde van optreden.
De vertegenwoordiger van het land noemde het nummer, land en het aantal punten in het Engels of Frans.
De presentatrice herhaalde het nummer en het aantal punten in het Frans, ongeacht de taal waarin de punten gegeven werden.
De punten werden niet in een andere taal herhaald.
In het Frans gebruikte de presentatrice het woord votes.

### Beslissing
Het Verenigd Koninkrijk stond vrijwel de hele tijd bovenaan maar met Joegoslavië begon de inhaalslag van Luxemburg. Van alle landen die daarna punten gaven kreeg het groothertogdom punten en het Verenigd Koninkrijk niet. Toch viel de beslissing pas toen het laatste land, Spanje de punten doorgaf. Pas bij de drie punten voor Luxemburg stond vast dat dat land de winnaar was: het VK kon, gezien de eerdere punten, niet meer dan 2 punten krijgen en dat was te weinig om Luxemburg in te halen.

### Fouten
Tijdens de stemming van de zesde, Belgische jury schreven de moderatoren van het scorebord bij het Verenigd Koninkrijk 5 punten bij in plaats van 1. Deze fout werd pas na afloop van de veertiende, Oostenrijkse juryuitslag hersteld. Hierdoor leek de titelstrijd voor lange tijd een stuk spannender dan deze in werkelijkheid was.

### Kaart

Deelnemende landen

### Uitslag
| Plaats | Land                | Artiest            | Lied                         | Punten |
| ------ | ------------------- | ------------------ | ---------------------------- | ------ |
| 1      | Luxemburg           | Jean-Claude Pascal | Nous les amoureux            | 31     |
| 2      | Verenigd Koninkrijk | The Allisons       | Are you sure?                | 24     |
| 3      | Zwitserland         | Franca Di Rienzo   | Nous aurons demain           | 16     |
| 4      | Frankrijk           | Jean Paul Mauric   | Printemps (avril carillonne) | 13     |
| 5      | Italië              | Betty Curtis       | Al di là                     | 12     |
| 5      | Denemarken          | Dario Campeotto    | Angelique                    | 12     |
| 7      | Noorwegen           | Nora Brockstedt    | Sommer i Palma               | 10     |
| 8      | Joegoslavië         | Ljiljana Petrović  | Neke davne zvezde            | 9      |
| 9      | Spanje              | Conchita Bautista  | Estando contigo              | 8      |
| 10     | Nederland           | Greetje Kauffeld   | Wat een dag                  | 6      |
| 10     | Monaco              | Colette Deréal     | Allons, allons les enfants   | 6      |
| 10     | Finland             | Laila Kinnunen     | Valoa ikkunassa              | 6      |
| 13     | Duitsland           | Lale Andersen      | Einmal sehen wir uns wieder  | 3      |
| 14     | Zweden              | Lill-Babs          | April, april                 | 2      |
| 15     | België              | Bob Benny          | September, gouden roos       | 1      |
| 15     | Oostenrijk          | Jimmy Makulis      | Sehnsucht                    | 1      |

### Scoreblad
|                                           |                     | Jury's |    |    |    |    |    |    |    |    |    |    |    |    |    |   |   |
| SP                                        | MO                  | OO     | FI | YU | NL | ZW | DE | FR | CH | BE | NO | DK | LU | VK | IT |   |   |
| Deelnemers                                | Spanje              |        | 1  | 0  | 0  | 0  | 1  | 1  | 0  | 2  | 0  | 0  | 2  | 0  | 0  | 1 | 0 |
| Deelnemers                                | Monaco              | 1      |    | 0  | 3  | 0  | 0  | 0  | 0  | 0  | 1  | 0  | 0  | 0  | 0  | 1 | 0 |
| Deelnemers                                | Oostenrijk          | 0      | 0  |    | 0  | 0  | 0  | 0  | 0  | 0  | 0  | 0  | 0  | 0  | 0  | 1 | 0 |
| Deelnemers                                | Finland             | 0      | 0  | 0  |    | 0  | 0  | 0  | 0  | 1  | 0  | 0  | 0  | 1  | 0  | 2 | 2 |
| Deelnemers                                | Joegoslavië         | 0      | 0  | 3  | 0  |    | 1  | 0  | 0  | 2  | 1  | 0  | 0  | 1  | 0  | 1 | 0 |
| Deelnemers                                | Nederland           | 0      | 0  | 0  | 0  | 2  |    | 0  | 1  | 1  | 0  | 0  | 0  | 0  | 0  | 0 | 2 |
| Deelnemers                                | Zweden              | 0      | 0  | 0  | 0  | 0  | 0  |    | 0  | 2  | 0  | 0  | 0  | 0  | 0  | 0 | 0 |
| Deelnemers                                | Duitsland           | 0      | 0  | 1  | 0  | 0  | 0  | 1  |    | 0  | 0  | 0  | 0  | 1  | 0  | 0 | 0 |
| Deelnemers                                | Frankrijk           | 2      | 2  | 0  | 1  | 0  | 0  | 1  | 4  |    | 0  | 0  | 0  | 0  | 1  | 2 | 0 |
| Deelnemers                                | Zwitserland         | 1      | 2  | 2  | 0  | 1  | 2  | 4  | 0  | 0  |    | 0  | 0  | 0  | 0  | 2 | 2 |
| Deelnemers                                | België              | 0      | 0  | 0  | 0  | 0  | 0  | 0  | 0  | 0  | 0  |    | 0  | 0  | 1  | 0 | 0 |
| Deelnemers                                | Noorwegen           | 1      | 0  | 0  | 2  | 1  | 0  | 0  | 0  | 0  | 0  | 5  |    | 1  | 0  | 0 | 0 |
| Deelnemers                                | Denemarken          | 0      | 0  | 0  | 1  | 0  | 1  | 2  | 0  | 0  | 0  | 0  | 8  |    | 0  | 0 | 0 |
| Deelnemers                                | Luxemburg           | 2      | 4  | 4  | 3  | 5  | 1  | 1  | 5  | 1  | 1  | 0  | 0  | 1  |    | 0 | 3 |
| Deelnemers                                | Verenigd Koninkrijk | 3      | 0  | 0  | 0  | 0  | 3  | 0  | 0  | 0  | 7  | 1  | 0  | 1  | 8  |   | 1 |
| Deelnemers                                | Italië              | 0      | 1  | 0  | 0  | 1  | 1  | 0  | 0  | 1  | 0  | 4  | 0  | 4  | 0  | 0 |   |
| De tabel is gerangschikt volgens opkomen. |                     |        |    |    |    |    |    |    |    |    |    |    |    |    |    |   |   |

### Debuterende landen
- Finland
- Spanje
- Joegoslavië